# Діксфілд (переписна місцевість, Мен)
Діксфілд (англ. Dixfield) — переписна місцевість (CDP) в США, в окрузі Оксфорд штату Мен. Населення — 1323 особи (2020).

## Географія
Діксфілд розташований за координатами 44°32′42″ пн. ш. 70°27′15″ зх. д. / 44.54500° пн. ш. 70.45417° зх. д. (44.544974, -70.454241).  За даними Бюро перепису населення США в 2010 році переписна місцевість мала площу 2,22 км², уся площа — суходіл.

## Демографія
Згідно з переписом 2010 року, у переписній місцевості мешкало 1076 осіб у 469 домогосподарствах у складі 308 родин. Густота населення становила 484 особи/км².  Було 518 помешкань (233/км²).
Расовий склад населення:
| - 97,1 % — білих - 0,6 % — корінних американців - 0,2 % — азіатів - 0,1 % — чорних або афроамериканців |

До двох чи більше рас належало 1,7 %. Частка іспаномовних становила 0,3 % від усіх жителів.
За віковим діапазоном населення розподілялося таким чином: 23,2 % — особи молодші 18 років, 56,4 % — особи у віці 18—64 років, 20,4 % — особи у віці 65 років та старші. Медіана віку мешканця становила 43,6 року. На 100 осіб жіночої статі у переписній місцевості припадало 88,4 чоловіків;  на 100 жінок у віці від 18 років та старших — 85,2 чоловіків також старших 18 років.
Середній дохід на одне домашнє господарство  становив 50 030 доларів США (медіана — 42 981), а середній дохід на одну сім'ю — 60 279 доларів (медіана — 45 917). За межею бідності перебувало 17,3 % осіб, у тому числі 22,5 % дітей у віці до 18 років та 10,4 % осіб у віці 65 років та старших.
Цивільне працевлаштоване населення становило 422 особи. Основні галузі зайнятості: освіта, охорона здоров'я та соціальна допомога — 29,1 %, виробництво — 16,8 %, фінанси, страхування та нерухомість — 11,6 %, мистецтво, розваги та відпочинок — 7,3 %.